# Раффлезиевые
Раффле́зиевые (лат. Rafflesiaceae) — семейство растений-паразитов класса двудольные (Magnoliopsida). Насчитывает около 50 видов, объединяемых в три рода. По результатам исследований генов митохондриальной ДНК, семейство включается в порядок Мальпигиецветные.

## Биологическое описание

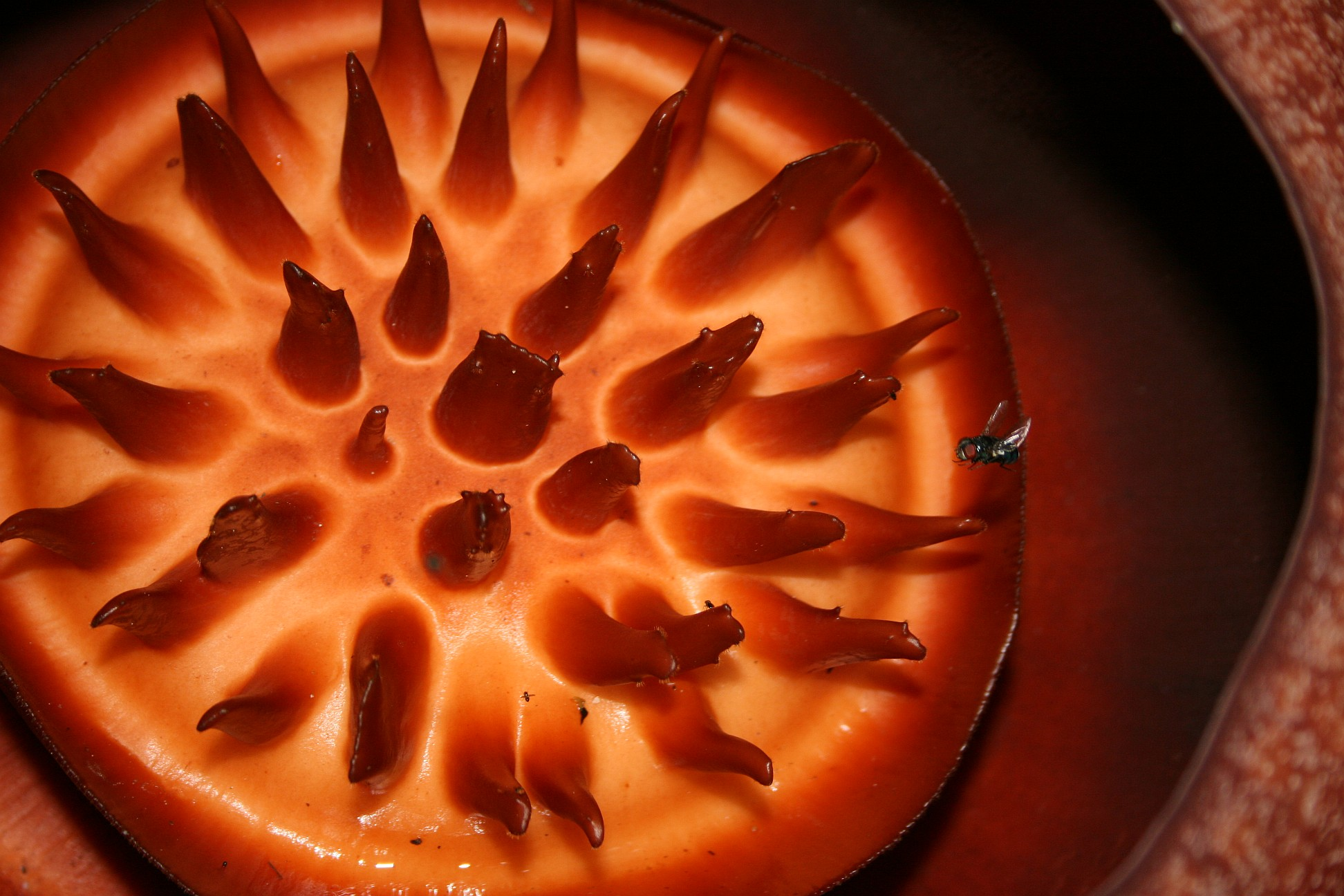
Rafflesia kerrii: центральная часть цветка

Согласно Системе классификации APG II семейство состоит только из трёх родов: Раффлезия, Ризантес и Саприя.
Раффлезиевые — растения-паразиты, живущие в стеблях и корнях разных растений. Всё их тело состоит из одного только цветка, тогда как вегетативная часть растения находится внутри корня или ветви хозяина и не видна снаружи. В тканях растения-хозяина тело раффлезии распространяется в виде клеточных тяжей, напоминающих грибные гифы. Такой способ паразитизма называется эндопаразитизмом.
Для цветка раффлезии характерна находящаяся над завязью массивная колонка, в которой соединены андроцей и гинецей. Подобное образование встречается среди цветковых растений только у раффлезиевых и орхидных.
Плод — ягода; семя — с белком и с нерасчленённым зародышем.

## Классификация

### Таксономическое положение
В Системе классификации APG III (2009) это семейство включено в порядок Malpighiales.
Таксономическое положение семейства в системе Системе классификации APG II (2003) является неопределённым, семейство входит в «Список семейств и родов, не имеющих в Системе APG II определённого места». Ранее семейство включали в порядок Malpighiales или выделяли в отдельный порядок Rafflesiales.

### Роды
Согласно Системе классификации APG II в семейство входят три рода:
- Rafflesia typus — Раффлезия
- Rhizanthes — Ризантес
- Sapria — Саприя

Ранее в семейство включали и другие роды: Apodanthes, Cytinus, Hydnora, Pilostyles, Prosopanche.
|                       |  |
| Бутон и цветок саприи |  |